# Cieśnina Fram

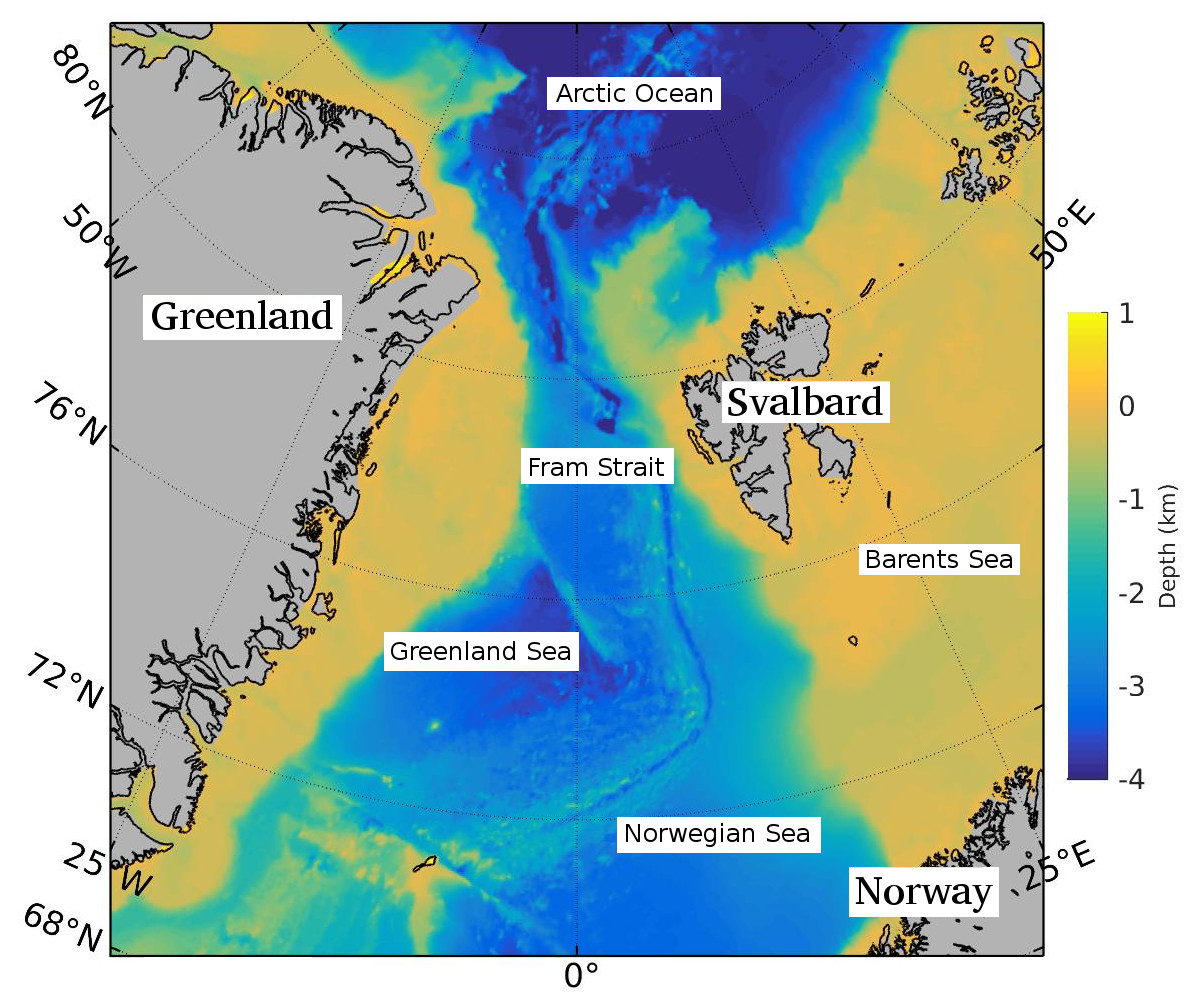
Położenie cieśniny Fram

Cieśnina Fram – cieśnina znajdująca się między Svalbardem a Grenlandią. Oddziela Ocean Arktyczny od Atlantyckiego.